# كيفن أوكونور (لاعب كرة قدم)
كيفن أوكونور (بالإسبانية: Kevin O'Connor)‏ (19 أكتوبر 1985 بدبلن في جمهورية أيرلندا - ) هو لاعب كرة قدم مكسيكي في مركز الوسط. شارك مع منتخب جمهورية أيرلندا تحت 21 سنة لكرة القدم. أما مع النوادي، فقد لعب مع ستوكبورت كونتي ووولفرهامبتون واندررز ولونغفورد تاون ‏ وتيلفورد يونايتد ونادي ووستر سيتي وBray Wanderers F.C. ‏.

## وصلات خارجية
- كيفن أوكونور على موقع قاعدة بيانات كرة القدم.إي يو (الإنجليزية)
- كيفن أوكونور على موقع Soccerbase.com (لاعب) (الإنجليزية)
- كيفن أوكونور على موقع عالم كرة القدم.نت (الإنجليزية)